# Доля (Румунія)
Доля (рум. Dolea) — село у повіті Біхор в Румунії. Входить до складу комуни Суплаку-де-Баркеу.
Село розташоване на відстані 421 км на північний захід від Бухареста, 48 км на північний схід від Ораді, 100 км на північний захід від Клуж-Напоки.

## Населення
За даними перепису населення 2002 року у селі проживали 189 осіб.
Національний склад населення села:
| Національність | Кількість осіб | Відсоток |
| -------------- | -------------- | -------- |
| угорці         | 169            | 89,4%    |
| румуни         | 19             | 10,1%    |

Рідною мовою назвали:
| Мова      | Кількість осіб | Відсоток |
| --------- | -------------- | -------- |
| угорська  | 169            | 89,4%    |
| румунська | 19             | 10,1%    |